# Nave Pirámide Clase Ha'tak
En la serie Stargate, la Nave Pirámide Clase Ha'tak es el modelo más típico de naves de batalla Goa'uld. Son las naves de guerra primarias de las flotas de los Señores del Sistema. Con capacidad para transportar 1000 Jaffas.
Poseen una velocidad y poder de ataque eficientes para realizar operaciones militares. Tienen integrados un gran cañón de energía con propósito ofensivo y múltiples torretas multipropósito y torretas anticazas. Llevan en sí un sistema de escudos de diseño Goa'uld de baja resistencia a ataques.

## Ha'taks Generales
Ha'tak es un nombre general para esta clase de naves, pero hay muchos tipos. El tipo más común consiste en una superestructura con un tetraedro grande, dorado en el centro de la nave. Aquí es donde funciona todo, el puente, la zona de carga, etc. Todas las invasiones Goa'uld tienden a incluir un bombardeo de Ha'tak para instigar miedo al pueblo y obligarles a que se sometan al poder del ‘dios’ o a la aniquilación.
Generalmente se cree que las naves de los Goa'uld son menos poderosas que las de los Asgard; sin embargo, cuando Anubis regresó, trajo con él una tecnología más fuerte que la tecnología de las Ha'taks para sobrevivir a los Asgard y el poder ofensivo para enfrentarse contra un crucero clase Beliskner. Afortunadamente, son inferiores al más nuevo y poderoso clase O'Neill.
Desde el derrumbamiento del viejo orden Goa'uld en Dakara, los usuarios principales de Ha'taks han sido el ejército de Jaffa Libres y la Alianza Lucian. También es probable que la Tok'ra y Baal tengan algunos.
Aunque las nave Goa'uld son formidables, han demostrado que sus escudos sean inadecuados contra las Naves de Batalla Ori.

## Escudos
Las naves Ha'tak están protegidas por un poderoso e impenetrable escudo deflector capaz de rechazar armas convencionales, nuclear y de energía. Aunque vulnerable a los ataques con una potencia de fuego suficiente y a los armamentos pertenecientes a Asgard, Tolan, Ori,y Antiguos. (E incluso a la mayoría del fuego de armas inferior desgastará cualquier escudo), las bombas de Naquahdah con capacidad de 1,000 megatones son incapaz de igualar a los escudos de la flota Ha'tak lanzada por Apophis contra la Tierra. Cuando Anubis regresó, mejoró su flota con nuevos escudos (usando la tecnología de los Antiguos). Este escudo no sólo protegió a las Ha'taks de los cañones de iones usados por los Tolanos si no que también las armas de un crucero clase Beliskner.

## Armas
Para lanzar ataques contra blancos hostiles, las Ha'tak están provistas con numerosos cañones antipersonal de tamaño impresionante y gran potencia de fuego. Los cañones antipersonal a bordo de una Ha'tak son capaces de infligir un daño igual a 200 megatones de fuerza explosiva.
Una Ha'tak también es capaz de transportar docenas de naves de transporte así como Planeadores de la Muerte dentro de sus hangares.

## Propulsión
La Hiperpropulsión de estas naves es muy limitada, a base de Naquadah, no es capaz de viajes intergalácticos, y dentro de la galaxia viaja a velocidades bajas en comparación con las de las naves del planeta Tierra. Una Ha'tak estándar puede viajar aproximadamente 32.000 veces la velocidad de la luz vía hiperespacio; este cálculo está basado en lo que dice Jacob Carter que una Ha'tak tardaría 125 años en viajar 4 millones de años luz a máxima velocidad, aunque se ha dicho que la velocidad de las naves Goa'uld han estado aumentando. Aunque es capaz de transportar las tropas a la superficie por unos Anillos de transporte Goa'uld, una Ha'tak puede aterrizar también en la superficie de un planeta. La Ha'tak está diseñada para el desembarco fácil y eficaz encima de una pirámide.

## Camuflaje
Aunque ninguna nave Ha'tak estaba provista con dispositivo de camuflaje, ya que ninguna tecnología era capaz de cubrir una nave tan grande como una Ha'tak, cuando Apophis tomó la flota de Sokar todas sus Ha'taks estaban provistas con un dispositivo de camuflaje funcional. Sin embargo, la integridad de la flota de Apophis fue destruida después y ningún Señor del Sistema excepto Anubis, ha mostrado tener tecnología similar.

## Variantes

### Nave de Ra
Esta variante era la primera Ha'tak encontrada por los Tau'ri y estuvo comandada por Ra. También fue usada por algunos familiares.
Consistía en una sola pirámide que, cuando aterrizaba en la superficie de los planetas, puede abrir su parte superior para la exposición a la atmósfera externa. Aparte de esto, otras característica técnicas sobre esta nave son desconocidas.
Se ha teorizado que, el 'tejado del sol' no sirve ningún propósito práctico aparte de dejar entrar luz natural y una brisa ligera, esta nave particular era más una nave de placer que una nave de combate, sirviendo como el yate personal de Ra en lugar del buque de guerra. El estado de Ra como Supremo Señor del Sistema le hizo posiblemente que el solo viajara en algo más que una nave de combate explicando por qué ningún otro Goa'uld se ha visto en una nave similar.
Otra teoría es que Ra estaba luchando en una batalla continua contra Apophis y podría recoger Naquadah en Abydos (Stargate) con una nave pirámide de clase baja y no con una Ha'tak totalmente operacional.
La nave de Ra fue destruida en la órbita alrededor de Abidos por una bomba de la Tierra.

### Nave de Apophis
Esta versión de una Ha'tak fue usada como nave insignia por Apophis antes de su presunta muerte a manos del SG-1. Era más grande que las naves Ha'tak convencionales. Las armas, escudos e hipermotor eran más fuertes y rápidos.

### Nave prototipo de Apophis
En el planeta designado como PX9-757, Apophis estaba construyendo un prototipo con avances por encima de las Ha'tak normales. El centro de poder de la nave estaba en el Trinium. Fue destruida por el SG-1.

### Nave Insignia de Señor del Sistema
Más grande que las Ha’taks normales, es más pequeña que la usada por Apophis y es usada por aquellos Señores del Sistema que no controlan recursos o tecnología para construir una flota propia.

### Nave de Anubis
La nave del Señor del Sistema Anubis es la variante más grande encontrada por el SG-1. Tiene un diseño muy raro y no está dividida en dos secciones. Tampoco tiene la pirámide normal en el medio, si no un círculo grande. La primera de estas naves estaba provista con un arma de energía poderosa, capaz de destruir varias Ha'taks más pequeñas con una explosión e incluso capaz de diezmar la superficie de los planetas con bastante poder para destruir un Stargate. Sin embargo, esta arma se destruyó a través de las acciones del SG-1. La nave dispone de una cápsula de escape.
- Datos: Q3090772